# Contea di Dayi
La contea di Dayi (大邑县S, Dàyì XiànP) è una contea della Cina, situata nella provincia di Sichuan e amministrata dalla città sub-provinciale di Chengdu.